# الاتحاد العام لنقابات العمال (سوريا)
الاتحاد العام لنقابات العمال - سوريا هو المركز النقابي الوطني الوحيد في سورية ، تأسس عام 1948. وبموجب مرسوم صدر عام 1968 يقضي بإنشاء نظام النقابات العمالية الموحدة ، أصبح لزاماً على جميع النقابات العمالية في البلاد أن تكون تابعة للاتحاد العام لنقابات العمال في الجمهورية العربية السورية ، ويملك الاتحاد العام لنقابات العمال سلطة حل اللجنة التنفيذية لأي نقابة تابعة للإتحاد.
ويرتبط الاتحاد ارتباطاً وثيقاً بالفرع القطري السوري لحزب البعث العربي الاشتراكي ، ورئيس الاتحاد العام لنقابات العمال شعبان عزوز هو عضو في الحزب.
ينتمي الاتحاد العام لنقابات العمال إلى الاتحاد العالمي للنقابات العمالية  والاتحاد الدولي لنقابات العمال العرب .